# Scottie Pippen
Scottie Pippen, all’anagrafe Scotty Maurice Pippen (Hamburg, 25 settembre 1965), è un ex cestista statunitense, professionista nella NBA.
È stato protagonista insieme a Michael Jordan e Dennis Rodman ai tempi dei Chicago Bulls, quando dominavano nella NBA degli anni novanta. È stato incluso dalla NBA nell'NBA 50, la lista dei 50 giocatori più forti di tutti i tempi, e nella Basketball Hall of Fame.

## Biografia
Scottie Pippen nacque il 25 settembre 1965 e trascorse l'infanzia nella cittadina di Hamburg, in Arkansas. La sua famiglia si trovò in enormi difficoltà quando il padre, colpito da un ictus, fu costretto alla sedia a rotelle e la madre dovette lavorare senza sosta per mantenere i dodici figli. Il fratello di Scottie, Ronnie, fu il primo nella famiglia a decidere di intraprendere la carriera sportiva, tuttavia, come dichiarato da Scottie nel documentario ESPN The Last Dance, dopo una mossa di wrestling ricevuta da un compagno di classe cadde e rimase paralizzato.

## Caratteristiche tecniche
Pippen è considerato uno dei migliori difensori della storia NBA, forse il migliore in assoluto sul perimetro. Con Michael Jordan, Pippen formò un duo che portò a Chicago sei titoli NBA nell'arco di otto stagioni, riuscendo anche a stabilire il record (fino a quel momento) di 72 partite vinte su 82 giocate in regular season, record poi battuto (73-9) dai Golden State Warriors il 13 aprile 2016.

## Carriera

### College
Ottenne una borsa di studio presso la University of Central Arkansas, ma fu costretto a svolgere compiti più vicini a quelli di un team manager che a quelli di un giocatore. A causa di una serie di infortuni che colpirono i compagni di squadra, gli fu offerta l'opportunità di scendere in campo e nell'arco di poche partite riuscì a imporsi e a diventare titolare. L'unico scout a notarlo in quegli anni fu Jerry Krause dei Chicago Bulls, ma al Predraft Camp si mise in luce parecchio e grazie alle sue doti si accorsero di lui anche molte altre squadre.
L'ala piccola di 204 cm (6'8") fu la quinta scelta assoluta nel draft NBA 1987, scelto dai Seattle SuperSonics, che lo scambiarono con i Chicago Bulls in cambio dell'ottava scelta, il centro Olden Polynice. Ricordando l'esperienza vissuta del fratello, alla firma del contratto fece inserire una clausola che gli permettesse di ricevere lo stipendio anche in caso d'infortunio.

### NBA

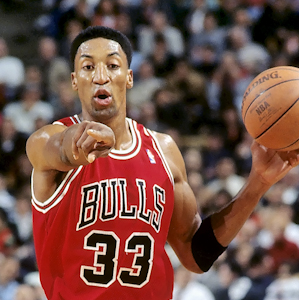
Pippen ai Chicago Bulls

Nella NBA ha giocato dal 1987 al 2004; iniziò la carriera nei Chicago Bulls, coi quali giocò dal 1987 al 1998 vincendo sei titoli NBA (1991, 1992, 1993, 1996, 1997 e 1998). Fu scelto dai Bulls come uno dei tasselli per cercare di costruire una squadra vincente attorno a Jordan. Era considerato un giocatore di eccezionali qualità atletiche, ma non ancora completo nel suo gioco.
Il suo miglioramento sul piano tecnico-tattico fu però prodigioso, inaspettato anche dai più ottimisti, tanto che, record nella storia dell'NBA, fu l'unico giocatore a migliorare consecutivamente nei suoi primi 7 anni di NBA tutte le statistiche individuali: punti, rimbalzi, assist e recuperi; prestandosi a totale servizio della squadra, apportò un contributo straordinario in difesa e in attacco, adattandosi a diversi ruoli e scegliendo le responsabilità di tiro. Nel 1998 approdò agli Houston Rockets con i quali però rimase solo una stagione; in seguito anche ai contrasti avuti con Charles Barkley, l'anno successivo si trasferì ai Portland Trail Blazers dove giocò fino al 2003 raggiungendo le finali di conference nel 2000 (perse 4-3 con i Los Angeles Lakers, futuri campioni NBA) prima di tornare nel 2003 a chiudere la carriera nella squadra in cui aveva esordito, i Chicago Bulls.
Scottie firmò un contratto biennale che a causa di svariati infortuni fu costretto a disdire con un anno di anticipo. Inserito nella lista dei 50 migliori giocatori NBA di tutti i tempi, è tuttavia opinione di alcuni critici che sia sì stato un grande giocatore, ma con Jordan a fianco, e che non abbia mai brillato nelle vesti di stella assoluta della propria squadra: in particolare, gli vengono contestati i due anni ai Bulls durante il ritiro di Jordan, dove mostrò poca leadership, e le esperienze successive ai Rockets e ai Blazers, dove non giocò ai livelli visti a Chicago. Fu scelto come MVP dell'NBA All-Star Game 1994. Al termine della stagione 2003-04 annunciò il ritiro. Il 9 dicembre 2005 i Chicago Bulls ritirarono la sua maglia, la numero 33. In onore della sua grande carriera, nel 2010 entrò nella Basketball hall of fame.

## Statistiche
| † | Denota le stagioni in cui ha vinto il titolo |
| * | Primo nella lega                             |

### NAIA
| Anno      | Squadra           | PG | PT | MP | TC%  | 3P%  | TL%  | RP   | AP  | PRP | SP | PP   |
| --------- | ----------------- | -- | -- | -- | ---- | ---- | ---- | ---- | --- | --- | -- | ---- |
| 1983-1984 | C. Arkansas Bears | 20 | -  | -  | 45,6 | -    | 68,4 | 3,0  | 0,7 | 0,5 | -  | 4,3  |
| 1984-1985 | C. Arkansas Bears | 19 | -  | -  | 56,4 | -    | 67,6 | 9,2  | 1,6 | 1,8 | -  | 18,5 |
| 1985-1986 | C. Arkansas Bears | 29 | -  | -  | 55,6 | -    | 68,6 | 9,2  | 3,5 | 2,4 | -  | 19,8 |
| 1986-1987 | C. Arkansas Bears | 25 | -  | -  | 59,2 | 57,5 | 71,9 | 10,0 | 4,3 | 3,1 | -  | 23,6 |
| Carriera  | Carriera          | 93 | -  | -  | 56,3 | 57,5 | 69,5 | 8,1  | 2,7 | 2,1 | -  | 17,2 |

### NBA

#### Regular Season
| Anno       | Squadra             | PG   | PT   | MP   | TC%  | 3P%  | TL%  | RP  | AP  | PRP  | SP  | PP   |
| ---------- | ------------------- | ---- | ---- | ---- | ---- | ---- | ---- | --- | --- | ---- | --- | ---- |
| 1987-1988  | Chicago Bulls       | 79   | 0    | 20,9 | 46,3 | 17,4 | 57,6 | 3,8 | 2,1 | 1,2  | 0,7 | 7,9  |
| 1988-1989  | Chicago Bulls       | 73   | 56   | 33,1 | 47,6 | 27,3 | 66,8 | 6,1 | 3,5 | 1,9  | 0,8 | 14,4 |
| 1989-1990  | Chicago Bulls       | 82   | 82   | 38,4 | 48,9 | 25,0 | 67,5 | 6,7 | 5,4 | 2,6  | 1,2 | 16,5 |
| 1990-1991† | Chicago Bulls       | 82   | 82   | 36,8 | 52,0 | 30,9 | 70,6 | 7,3 | 6,2 | 2,4  | 1,1 | 17,8 |
| 1991-1992† | Chicago Bulls       | 82   | 82   | 38,6 | 50,6 | 20,0 | 76,0 | 7,7 | 7,0 | 1,9  | 1,1 | 21,0 |
| 1992-1993† | Chicago Bulls       | 81   | 81   | 38,6 | 47,3 | 23,7 | 66,3 | 7,7 | 6,3 | 2,1  | 0,9 | 18,6 |
| 1993-1994  | Chicago Bulls       | 72   | 72   | 38,3 | 49,1 | 32,0 | 66,0 | 8,7 | 5,6 | 2,9  | 0,8 | 22,0 |
| 1994-1995  | Chicago Bulls       | 79   | 79   | 38,2 | 48,0 | 34,5 | 71,6 | 8,1 | 5,2 | 2,9* | 1,1 | 21,4 |
| 1995-1996† | Chicago Bulls       | 77   | 77   | 36,7 | 46,3 | 37,4 | 67,9 | 6,4 | 5,9 | 1,7  | 0,7 | 19,4 |
| 1996-1997† | Chicago Bulls       | 82   | 82   | 37,7 | 47,4 | 36,8 | 70,1 | 6,5 | 5,7 | 1,9  | 0,6 | 20,2 |
| 1997-1998† | Chicago Bulls       | 44   | 44   | 37,5 | 44,7 | 31,8 | 77,7 | 5,2 | 5,8 | 1,8  | 1,0 | 19,1 |
| 1998-1999  | Houston Rockets     | 50   | 50   | 40,2 | 43,2 | 34,0 | 72,1 | 6,5 | 5,9 | 2,0  | 0,7 | 14,5 |
| 1999-2000  | Portland T. Blazers | 82   | 82   | 33,5 | 45,1 | 32,7 | 71,7 | 6,3 | 5,0 | 1,4  | 0,5 | 12,5 |
| 2000-2001  | Portland T. Blazers | 64   | 60   | 33,3 | 45,1 | 34,4 | 73,9 | 5,2 | 4,6 | 1,5  | 0,6 | 11,3 |
| 2001-2002  | Portland T. Blazers | 62   | 60   | 32,2 | 41,1 | 30,5 | 77,4 | 5,2 | 5,9 | 1,6  | 0,6 | 10,6 |
| 2002-2003  | Portland T. Blazers | 64   | 58   | 29,9 | 44,4 | 28,6 | 81,8 | 4,3 | 4,5 | 1,6  | 0,4 | 10,8 |
| 2003-2004  | Chicago Bulls       | 23   | 6    | 17,9 | 37,9 | 27,1 | 63,0 | 3,0 | 2,2 | 0,9  | 0,4 | 5,9  |
| Carriera   | Carriera            | 1178 | 1053 | 34,9 | 47,3 | 32,6 | 70,4 | 6,4 | 5,2 | 2,0  | 0,8 | 16,1 |
| All-Star   | All-Star            | 7    | 6    | 24,7 | 44,2 | 31,8 | 62,5 | 5,6 | 2,4 | 2,4  | 0,9 | 12,1 |

#### Play-off
| Anno     | Squadra             | PG  | PT  | MP   | TC%  | 3P%  | TL%  | RP   | AP  | PRP | SP  | PP   |
| -------- | ------------------- | --- | --- | ---- | ---- | ---- | ---- | ---- | --- | --- | --- | ---- |
| 1988     | Chicago Bulls       | 10  | 6   | 29,4 | 46,5 | 50,0 | 71,4 | 5,2  | 2,4 | 0,8 | 0,8 | 10,0 |
| 1989     | Chicago Bulls       | 17  | 17  | 36,4 | 46,2 | 39,3 | 64,0 | 7,6  | 3,9 | 1,4 | 0,9 | 13,1 |
| 1990     | Chicago Bulls       | 15  | 14  | 40,8 | 49,5 | 32,3 | 71,0 | 7,2  | 5,5 | 2,1 | 1,3 | 19,3 |
| 1991†    | Chicago Bulls       | 17  | 17  | 41,4 | 50,4 | 23,5 | 79,2 | 8,9  | 5,8 | 2,5 | 1,1 | 21,6 |
| 1992†    | Chicago Bulls       | 22  | 22  | 40,9 | 46,8 | 25,0 | 76,1 | 8,8  | 6,7 | 1,9 | 1,1 | 19,5 |
| 1993†    | Chicago Bulls       | 19  | 19  | 41,5 | 46,5 | 17,6 | 63,8 | 6,9  | 5,6 | 2,2 | 0,7 | 20,1 |
| 1994     | Chicago Bulls       | 10  | 10  | 38,4 | 43,4 | 26,7 | 88,5 | 8,3  | 4,6 | 2,4 | 0,6 | 22,8 |
| 1995     | Chicago Bulls       | 10  | 10  | 39,6 | 44,3 | 36,8 | 67,6 | 8,6  | 5,8 | 1,4 | 1,0 | 17,8 |
| 1996†    | Chicago Bulls       | 18  | 18  | 41,2 | 39,0 | 28,6 | 63,8 | 8,5  | 5,9 | 2,6 | 0,9 | 16,9 |
| 1997†    | Chicago Bulls       | 19  | 19  | 39,6 | 41,7 | 34,5 | 79,1 | 6,8  | 3,8 | 1,5 | 0,9 | 19,2 |
| 1998†    | Chicago Bulls       | 21  | 21  | 39,8 | 41,5 | 22,8 | 67,9 | 7,1  | 5,2 | 2,1 | 1,0 | 16,8 |
| 1999     | Houston Rockets     | 4   | 4   | 43,0 | 32,9 | 27,3 | 80,8 | 11,8 | 5,5 | 1,8 | 0,8 | 18,3 |
| 2000     | Portland T. Blazers | 16  | 16  | 38,4 | 41,9 | 30,0 | 74,3 | 7,1  | 4,3 | 2,0 | 0,4 | 14,9 |
| 2001     | Portland T. Blazers | 3   | 3   | 39,0 | 42,1 | 17,6 | 66,7 | 5,7  | 2,3 | 2,7 | 0,7 | 13,7 |
| 2002     | Portland T. Blazers | 3   | 3   | 33,0 | 40,9 | 54,5 | 87,5 | 9,3  | 5,7 | 1,3 | 0,7 | 16,3 |
| 2003     | Portland T. Blazers | 4   | 1   | 18,8 | 40,9 | 33,3 | 100  | 2,8  | 3,3 | 0,0 | 0,0 | 5,8  |
| Carriera | Carriera            | 208 | 200 | 39,0 | 44,4 | 30,3 | 72,4 | 7,6  | 5,0 | 1,9 | 0,9 | 17,5 |

#### Massimi in carriera
- Massimo di punti: 47 vs Denver Nuggets (18 febbraio 1997)[3]
- Massimo di rimbalzi: 18 (2 volte)
- Massimo di assist: 15 (2 volte)
- Massimo di palle rubate: 9 vs Atlanta Hawks (8 marzo 1994)
- Massimo di stoppate: 5 (6 volte)
- Massimo di minuti giocati: 56 vs Phoenix Suns (13 giugno 1993)

### Olimpiadi
Nel 1992 partecipò alle Olimpiadi di Barcellona 1992, dove, per la prima volta, a rappresentare gli Stati Uniti furono giocatori professionisti della NBA, come membro del Dream Team originale, assieme ad altre grandi leggende: Michael Jordan, Magic Johnson, Larry Bird, Charles Barkley, Patrick Ewing, David Robinson, John Stockton e Karl Malone. Nel 1996 bissa l'oro olimpico alle Olimpiadi di Atlanta 1996.

## Palmarès
- Campionato NBA: 6

Chicago Bulls: 1991, 1992, 1993, 1996, 1997, 1998
- MVP dell'All-Star Game: 1994
- Convocazioni all'All-Star Game: 7

1990, 1992, 1993, 1994, 1995, 1996, 1997
- Squadre All-NBA: 7

First Team: 1994, 1995, 1996
Second Team: 1992, 1997
Third Team: 1993, 1998
- Squadre All-Defensive: 10

First Team: 1992, 1993, 1994, 1995, 1996, 1997, 1998, 1999
Second Team: 1991, 2000
- Leader per palle rubate: 1995
- La sua maglia n. 33 è stata ritirata dai Chicago Bulls e dalla University of Central Arkansas
- USA Basketball Male Athlete of the Year: 1996
- Trentottesimo per numero di assist di sempre NBA
- Ottavo miglior giocatore per palle rubate di sempre NBA
- Inserito nella Naismith Memorial Basketball Hall of Fame nel 2010
- Inserito tra i 50 migliori giocatori del cinquantenario della NBA
- Inserito nel NBA 75th Anniversary Team

### Nazionale
- Medaglia d'oro ai Giochi Olimpici di Barcellona 1992 e Atlanta 1996

## Nella cultura di massa
- Compare nell'episodio 15, stagione 2, della serie ER - Medici in prima linea
- Compare nell'episodio 11, stagione 1, della serie Fresh Off The Boat
- Compare nell'episodio 7, stagione 2, della serie Lethal Weapon
- Compare nelle serie animate I Simpson e The Cleveland Show negli episodi, rispettivamente, Lo Ziff che venne a cena[4] e L'apparenza inganna[5].
- Compare nell'episodio 23, stagione 3, della serie Chicago Fire